# Таузънд Оукс
Таузънд Оукс (на английски: Thousand Oaks, в превод "Хиляда дъба") е град в окръг Вентура, щата Калифорния, САЩ.
Има население от 117 005 жители (2000), а общата му площ е 142,5 км² (55 мили²). Името на града идва от многото дъбови дървета, разположени в района му.
В града е базиран големият производител на лекарства „Амджен“.

## Жители
- Тайгър Уудс, състезател по голф
- Том Селек, актьор
- Уейн Грецки, бивш играч от НХЛ
- Уил Смит, актьор
- Хълк Хоган, кечист